# Parc Sa'ei
Le Parc Saii est situé dans la ville de Téhéran en Iran. C'est un petit parc qui se situe entre la célèbre Avenue Vali-ye Asr et la rue Khalid Islambouli. Au nord se trouve un immeuble circulaire dans lequel se trouvent des commerces et des restaurants. Le parc a une pente inclinée Est-Ouest. La partie la plus basse se situe vers l'Avenue ValiAsr tandis que la plus haute se trouve vers la rue Khalid Islambouli. Le parc possède un petit musée d'animaux domestiques (Lapin, Oie, Canard...) et sauvages. Il y a des bancs pour se reposer et des espaces pour pique-niquer. C'est le lieu favoris des jeunes couples mariés.